# Torsten Schmidt
Torsten Schmidt (ur. 18 lutego 1972 w Schwelm) – niemiecki kolarz torowy i szosowy, brązowy medalista torowych mistrzostw świata.

## Kariera
Największy sukcesem w karierze Torstena Schmidta był wywalczenie wspólnie z Guido Fulstem, Jensem Lehmannem i Andreasem Bachem brązowego medalu w drużynowym wyścigu na dochodzenie podczas mistrzostw świata w Hamar w 1993 roku. Nigdy nie startował na igrzyskach olimpijskich, ale zdobywał medale mistrzostw kraju w kolarstwie torowym i szosowym. Na szosie startował w większości na arenie krajowej, chociaż wygrywał również wyścigu zagraniczne, między innymi holenderski Delta Tour Zeeland w 1994 roku i francuski Tour de Normandie w 1998 roku. W 1997 roku zajął 136. miejsce w klasyfikacji generalnej Tour de France.